# Mirach 100/5
Il Mirach 100/5 è un drone bersaglio, della serie Mirach, a pilotaggio remoto, sviluppato e costruito dalla Galileo Avionica ed in grado di simulare l'attacco di un velivolo da combattimento o di un missile.

## Scopo
Il drone viene usato per il normale addestramento al tiro missilistico contraereo delle unità navali e terrestri e per la valutazione e qualificazione di sistemi d'arma antiaerei in sviluppo. Come aerobersaglio il Mirach 100/5 è in grado di simulare diverse tipologie di minacce aeree.
Nel caso di qualifica di missili, il drone è in grado di misurare con precisione, tramite il radar di bordo, la traiettoria e l'assetto dei missili di cui costituisce il bersaglio e trasmettere alla stazione di guida a terra, in tempo reale, i dati raccolti.

## Tecnica
Il drone è lanciato utilizzando due Booster JATO e può essere fatto partire sia da postazioni fisse a terra che mobili, terrestri e navali. Un sistema totalmente autonomo di test prevolo consente di verificare l'affidabilità del sistema prima dell'inizio della missione.
Il drone può essere predisposto perché, una volta in volo, lanci fino a due missili Locusta come sottobersagli autonomi non riutilizzabili.
Per simulare efficacemente un velivolo d'attacco, il Mirach 100/5 è capace di eseguire manovre evasive ad alto numero di "g" ed usare contromisure all'infrarosso come il lancio di flares. Il drone può inoltre simulare alte segnature termiche tramite l'uso di plume generator o trainando bersagli contenenti sorgenti termiche, elettromagnetiche attive e passive.
Una volta conclusa la simulazione, se questa non ha comportato la distruzione del drone, l'aerobersaglio principale può essere recuperato, sia a terra che in mare e riutilizzato nel giro di poche ore dopo il recupero.

## Utilizzo
Dall'entrata in commercio nel 1998, anche a seguito della certificazione NATO che ne attesta una affidabilità superiore al 98%,  il Mirach 100/5 è stato sempre più utilizzato da varie forze armate comprese quelle di Algeria, Argentina, Belgio e Danimarca, Francia, Germania, Grecia, Israele, Italia, Regno Unito e Spagna.